# Lygodactylus intermedius
Lygodactylus intermedius är en ödleart som beskrevs av  Pasteur 1995. Lygodactylus intermedius ingår i släktet Lygodactylus och familjen geckoödlor. IUCN kategoriserar arten globalt som starkt hotad. Inga underarter finns listade i Catalogue of Life.